# Nam Phố Thiệu Minh
Nam Phố Thiệu Minh (zh. 南浦紹明, ja. nampo shōmyō), 1235-1309, là một vị Thiền sư Nhật Bản, thuộc tông Lâm Tế dòng Dương Kì. Sư lúc đầu học pháp nơi Lan Khê Đạo Long nhưng sau đích thân sang Trung Quốc tham học với Thiền sư Hư Đường Trí Ngu (zh. 虛堂智愚) và được Ấn khả. Trong dòng Thiền của Sư có nhiều vị nổi danh như Nhất Hưu Tông Thuần (ja. ikkyū sōjun) và Bạch Ẩn Huệ Hạc (ja. hakuin ekaku). Sư được Nhật hoàng ban hiệu Đại Ứng Quốc sư (ja. daiō kokushi).
Khác với các vị tiền nhân đưa Thiền tông sang Nhật như Minh Am Vinh Tây (ja. myōan eisai), Viên Nhĩ Biện Viên (ja. enni ben'en), Sư không hoà nhập Thiền tông với những giáo lý của các tông khác như Thiên Thai tông, Chân ngôn tông. Môn đệ danh tiếng nhất của Sư là Tông Phong Diệu Siêu (ja. shūhō myōchō, cũng được gọi là Đại Đăng Quốc sư).
Mặc dù đã nổi danh lúc còn hoằng hoá nhưng vai trò thật sự quan trọng của Sư cho Thiền Lâm Tế tại Nhật chính là hệ thống truyền thừa vô song với các môn đệ lừng danh. Qua đó, người ta có thể xem Sư là vị Tổ chính của Thiền Lâm Tế tại Nhật vì hầu hết tất cả những vị Thiền sư danh tiếng của tông Lâm Tế của Nhật sau này đều xuất phát từ hệ phái của Sư với tên gọi là Ứng Đăng Quan phái (ja. ō-tō-kan-ha) - viết tắt từ ba danh hiệu Đại Ứng (ō 應) Quốc sư, Đại Đăng (tō 燈) Quốc sư và Quan (kan 關) Sơn Huệ Huyền. Với sự hoằng hoá của Sư, giai đoạn du nhập của Thiền tông từ Trung Quốc sang Nhật đã kết thúc.